# Bronze Records
Bronze Records es una compañía discográfica del Reino Unido inaugurada en 1971 por el productor discográfico Gerry Bron en Chalk Farm, Londres.
Bron había producido a Uriah Heep para Vertigo Records casi al final de la vida del sello, por lo que montó una nueva compañía discográfica para los próximos lanzamientos de la banda, junto a los lanzamientos de  Juicy Lucy, Richard Barnes y Colosseum. Los siguientes fichajes del sello fueron Osibisa, Manfred Mann, The Real Kids, Sally Oldfield, Motörhead, The Damned, Girlschool y Hawkwind.
Originalmente la manufactura y distribución fue a través de Island Records, pasando a EMI en 1977 y después a Polydor Records en 1980. El sello cerró por dificultades económicas  a mediados de los años 1980, habiéndole vendido el catálogo a Legacy Records.
A comienzos de 2003 Bron y Pete Brown reabrieron el negocio juntos.